# Suore del servizio sociale
Le Suore del Servizio Sociale (in inglese Sisters of Social Service) sono una società di vita apostolica femminile di diritto pontificio: i membri di questa società pospongono al loro nome la sigla S.S.S.

## Storia

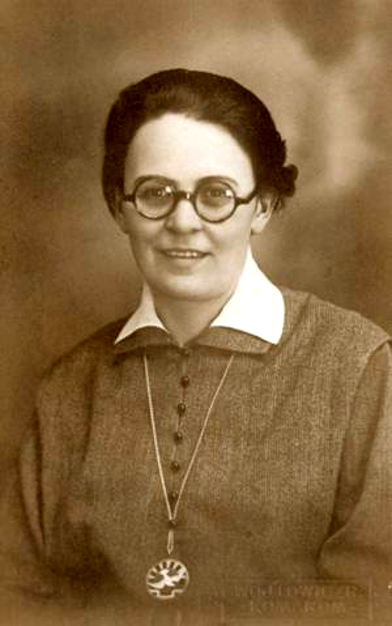
Sára Salkaházi, suora della società, beatificata nel 2006

La società sorse a opera di Margit Slachta, che era stata tra le prime a entrare nella società delle Missioni sociali, fondata nel 1908 a Budapest da Edith Farkas: quando le suore delle Missioni sociali decisero di orientarsi verso lo statuto di congregazione religiosa, la Slachta si mise alla testa di un gruppo che intendeva conservare le caratteristiche della fondazione. Il gruppo si costituì in società di vita comune senza voti e la sua separazione dalla società delle Missioni sociali avvenne il 12 maggio 1923 con il consenso di János Csernoch, primate d'Ungheria.
Le suore si proponevano di lavorare in favore delle donne, dei bambini e delle famiglie bisognose, ma non avrebbero avuto istituzioni proprie e i membri avrebbero lavorato in istituzioni pubbliche o private. Esse si impegnarono ad agire anche in campo politico: due membri furono elette al parlamento ungherese e altre entrarono a far parte del consiglio municipale di Budapest.
Dopo l'avvento dei comunisti al governo, nel 1950 le suore furono costrette a disperdersi e molte si rifugiarono all'estero. La sede centrale fu trasferita a Buffalo e fu riportata in Ungheria dopo la caduta del regime comunista. La casa fondata nel 1926 a Los Angeles da Frederica Horvath nel 1953 si rese autonoma e il 16 giugno 1961 fu riconosciuta come congregazione religiosa dall'arcivescovo di Los Angeles, James Francis Louis McIntyre; il ramo di Los Angeles scelse poi lo statuto delle società di vita apostolica e ottenne l'approvazione pontificia il 2 febbraio 1984. I rami ungherese e di Los Angeles hanno costituito una federazione nel 1970.

## Attività e diffusione
Le suore lavorano in società e associazioni cattoliche e in istituzioni pubbliche e private, soprattutto come insegnanti e assistenti sociali.
Le suore del ramo di ungherese operano a Cuba, Romania, Slovacchia, Ungheria, Stati Uniti d'America; quelle del ramo californiano, oltre che negli Stati Uniti, operano nelle Filippine, in Messico e a Taiwan; la sede generalizia del ramo ungherese è a Budapest, quella del ramo californiano è a Encino.
Alla fine del 2011 il ramo ungherese contava 183 membri in 22 case; quello californiano 77 membri in 15 case.